# Jezioro Dormowskie Małe
Jezioro Dormowskie Małe (inaczej Małe) – małe jezioro morenowe w woj. wielkopolskim, w powiecie międzychodzkim, w gminie Międzychód, w centrum wsi Dormowo, leżące na terenie Pojezierza Poznańskiego.

## Dane morfometryczne
Powierzchnia zwierciadła wody według źródeł wynosi od 2,6 ha przez 3,10 ha do 3,11 ha.

## Hydronimia
Według urzędowego spisu opracowanego przez Komisję Nazw Miejscowości i Obiektów Fizjograficznych (KNMiOF) nazwa tego jeziora to Jezioro Dormowskie Małe. W różnych publikacjach i na mapach topograficznych jezioro to występuje pod skróconą nazwą Małe.